# Pêndulo de Kater

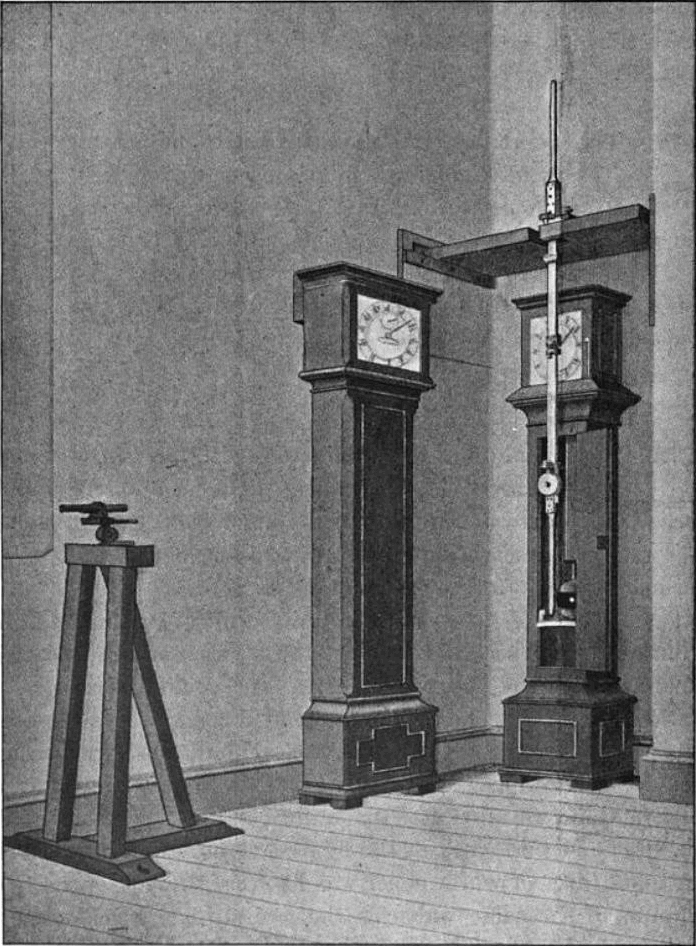
O pêndulo original de Kater, em 1818. O período do pêndulo foi cronometrado comparando seu balanço com o do pêndulo no relógio de precisão atrás dele. A visão (esquerda) foi usada para evitar erro de paralaxe.

O pêndulo de Kater é um dispositivo oscilante reversível inventado pelo físico britânico e capitão do exército Henry Kater em 1817 para ser usado como instrumento gravimétrico (medidor da aceleração da gravidade na superfície terrestre) que permite um bom conhecimento do terreno estudado, sendo muito útil na cartografia, topografia e prospecção de minerais.
Sua vantagem é que, diferente dos gravímetros de pêndulo anteriores, o seu centro de gravidade e o centro de oscilações não precisam ser determinados, permitindo uma maior precisão (da ordem de 10−5 m/s2). Por cerca de um século, até a década de 1930, o pêndulo de Kater e seus vários refinamentos continuaram sendo o método padrão para medir a força da gravidade da Terra durante os levantamentos geodésicos. Atualmente é usado para demostrar princípios de pêndulo.

## Descrição
O período de um pêndulo simples pode ser calculado por:
{\displaystyle T=2\pi {\sqrt {\frac {L}{g}}}\qquad \qquad \qquad (1)\,}
A partir da equação (1) podemos calcular a aceleração da gravidade. Precisamos, apenas, medir o comprimento L e o período T. Sendo assim, a gravidade é calculada por:
{\displaystyle g=4\pi ^{2}{\frac {L}{T^{2}}}\qquad \qquad \qquad (2)\,}
Qualquer corpo rígido suspenso de um ponto O de tal forma que possa girar livremente (sem atrito) em torno de um eixo horizontal passando pelo ponto de suspensão O, constitui um pêndulo físico.
O Pêndulo de Kater é uma construção especial do pêndulo físico. Este pêndulo consiste em uma barra de metal rígida com dois pontos de pivô (A e B), sendo A e B localizados em cada extremidade da barra. O pêndulo pode ser suspenso de qualquer pivô e balançado. Os pivôs são massas ajustáveis que podem ser movidas para cima ou para baixo na barra, para ajustar os períodos de oscilação. Oscilando ao redor dos dois pivôs de suspensão que podem ser dispostos de tal forma que o período em ambos os casos seja o mesmo.

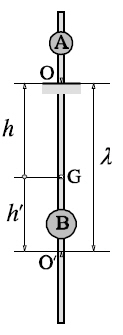
Esquema Pêndulo de Kater

Em uso o pêndulo é balançado de um pivô, e o período é cronometrado, e então virado de cabeça para baixo e balançado a partir do outro pivô, e o período cronometrado. Após os pivôs serem ajustados, o período T é igual ao período de um pêndulo simples "ideal" de comprimento igual entre os pivôs[carece de fontes?]. A partir do período T e da distância medida L entre os pivôs, a aceleração gravitacional pode ser calculada com precisão utilizando a equação (2).
Logo, reescrevendo a equação (2), considerando as novas variáveis, a aceleração devido à gravidade pelo pêndulo de Kater é dada por:
{\displaystyle {\displaystyle g={\frac {8\pi ^{2}}{{\frac {T_{1}^{2}+T_{2}^{2}}{L_{1}+L_{2}}}+{\frac {T_{1}^{2}-T_{2}^{2}}{L_{1}-L_{2}}}}}}\qquad \qquad \qquad (3)}